# Moritz von Dycke
Moritz von Dycke (* 29. Oktober 1737 in Rosengarten auf Rügen als Moritz Carl Ulrich Diek; † 17. März 1822 in Losentitz) war ein schwedischer Generalmajor und Gutsbesitzer auf Rügen. Er hob als einer der ersten in Schwedisch-Pommern auf seinen Gütern die Leibeigenschaft auf.

## Leben
Er war das älteste von zehn Kindern des Johann Diek und der Esther Eleonore Helm. Der Vater war Landwirt, arbeitete zuletzt als Verwalter für Moritz Ulrich I., Herr zu Putbus, und hatte 1734 die Domäne Rosengarten gepachtet. Der Sohn wurde durch Hauslehrer unterrichtet, besuchte einige Zeit in Stralsund die Schule und trat 1755 beim Infanterieregiment des Grafen Gabriel Spens in den schwedischen Militärdienst. Nachdem er sich dort bis zum Feldwebel hochgedient hatte, wechselte er 1758 als Kornett zu den „blauen Husaren“ des Grafen Friedrich Ulrich zu Putbus (1732–1764). Als Leutnant nahm er mit diesen am Siebenjährigen Krieg teil. Während ihr Regiment nach dem Frieden von Hamburg (1762) nach Greifswald in Garnison ging, kämpfte Moritz Diek zusammen mit seinem Bruder Johann in der alliierten Armee unter Ferdinand von Braunschweig-Wolfenbüttel. Nach dem Friedensschluss zwischen England und Frankreich reisten die beiden nach Straßburg und kehrten 1763 zu ihrem Regiment zurück. Die nächsten vier Jahre verbrachte Moritz Diek im Rang eines Rittmeisters in Greifswald. Er pachtete das Gut Rappenhagen. Sein Bruder Johann war 1765 Hauptakteur bei der gewaltsamen Entführung der Maria Flint aus dem Stralsunder Gefängnis, die dieser kurzzeitig in Rappenhagen versteckte. An der Universität Greifswald hörte er Vorlesungen in Physik bei Andreas Mayer und Geschichte bei Johann Carl Dähnert. 1767 war er Eskadronchef in Wolgast.
Sein Vater erwarb 1767 vom ehemaligen Generalgouverneur von Schwedisch-Pommern, Axel von Löwen, das Lehngut Losentitz. Nach damaliger Rechtslage musste der Besitzer lehnsfähig sein. Am 7. August 1769, der Vater war bereits gestorben, wurden Moritz Diek und seine Brüder mit dem Namen von Dycke vom Kaiser Joseph II. in den Adelsstand erhoben.
Das Regiment Moritz von Dyckes wurde 1772 nach Schweden verlegt. Er wurde Standortältester in Hälsingborg. Dort gründete er zusammen mit drei Einwohnern der Stadt eine Arbeitsanstalt für Arme, die jährlich rund 80 Personen beschäftigte. Ab 1789 kämpfte er im Russisch-Schwedischen Krieg. 1790 wurde er zum Oberst befördert. Bald nach der Ermordung des schwedischen Königs Gustav III. erbat seine Entlassung. 1793 wurde er, zum Generalmajor befördert und zum Kommandeur des Schwertordens ernannt, aus dem aktiven Militärdienst entlassen.
Er widmete sich der Verwaltung seiner Güter Losentitz und Kransevitz. 1802 folgte er dem Beispiel des befreundeten Gingster Präpositus Johann Gottlieb Picht, entließ seine bisher leibeigenen Bauern aus dem Naturaldienst und setzte diese stattdessen als Pächter ein. Er trennte circa 195 Hektar von seinem Grundbesitz ab, ließ darauf sechs Bauernhöfe, ein Armenhaus und eine Schule errichten.
Moritz von Dycke nahm am Greifswalder Landtag von 1806 teil. Im selben Jahr führte er die Generalmusterung der auf Befehl Gustavs IV. Adolf aufgestellten pommerschen Landwehr auf Rügen durch. Am 6. August 1806 wurde seiner Bitte um endgültige Entlassung aus dem Militärdienst stattgegeben.
Moritz von Dycke war eng mit Ernst Moritz Arndt befreundet. Ab 1809 sind Besuche Arndts auf Losentitz belegt. Arndt lobte von Dycke in verschiedenen Schriften und widmete ihm unter anderem eine Gedichtsammlung.
Dycke hatte mit der Gärtnerstochter Maria Christina Holmgreen einen Sohn: Otto von Dycke (1791–1858) wurde preußischer Beamter und Provinziallandtagsabgeordneter.